# Павловка (Ізмалковський район)
Павловка (рос. Павловка) — присілок в Ізмалковському районі Липецької області Російської Федерації.
Населення становить 1 особу. Належить до муніципального утворення Преображенська сільрада.

## Історія
З 1934 до 1935 року у складі Воронезької області, у 1935-1937 Курської, а 1937-1954 роках — Орловської області. Відтак входить до складу Липецької області.
Згідно із законом від 2 липня 2004 року №114-оз органом місцевого самоврядування є Преображенська сільрада.

## Населення
| 2010 |
| ---- |
| 1    |